# Maria vom Frieden (Homburg-Erbach)

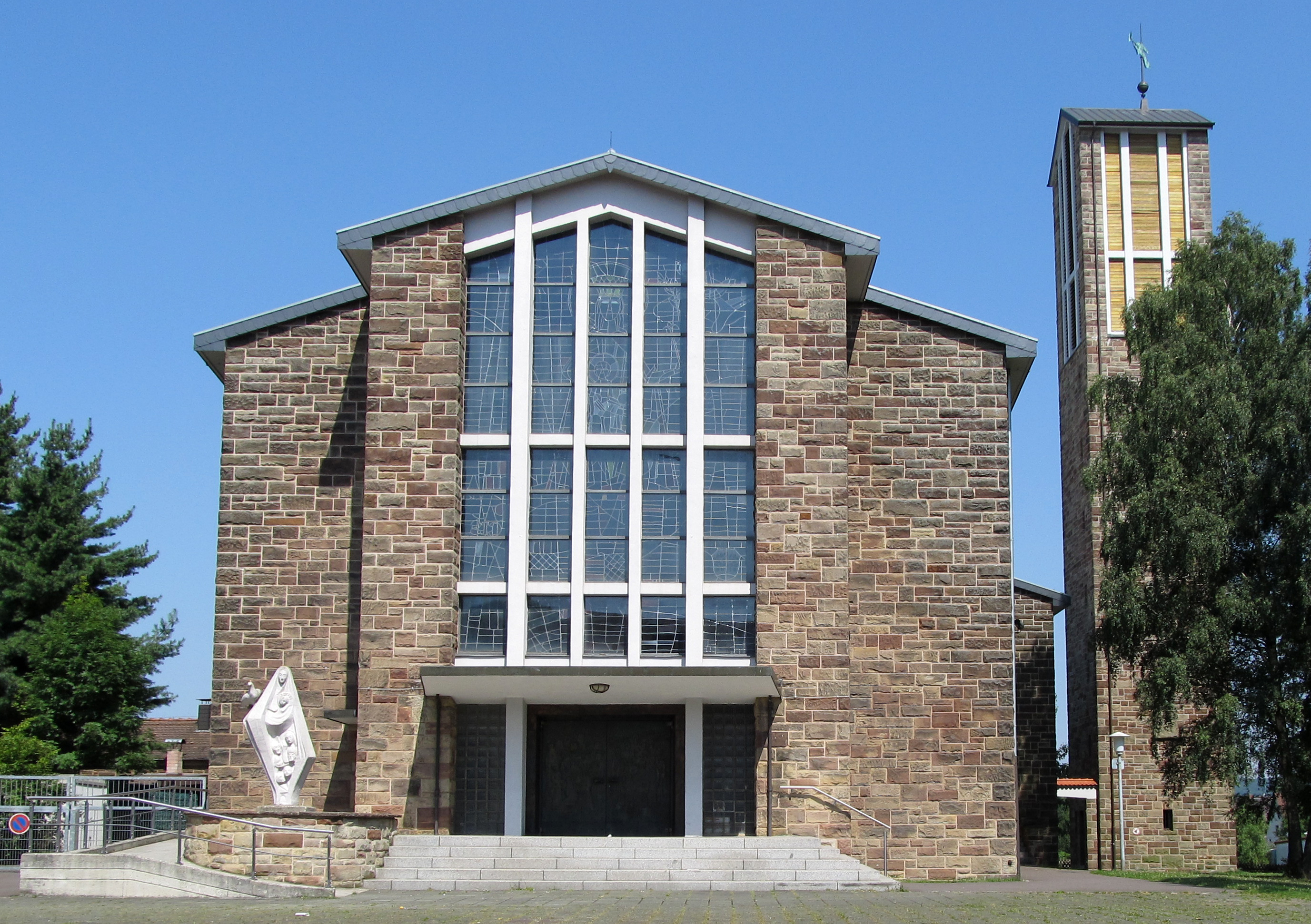
Die Kirche Maria vom Frieden in Homburg-Erbach

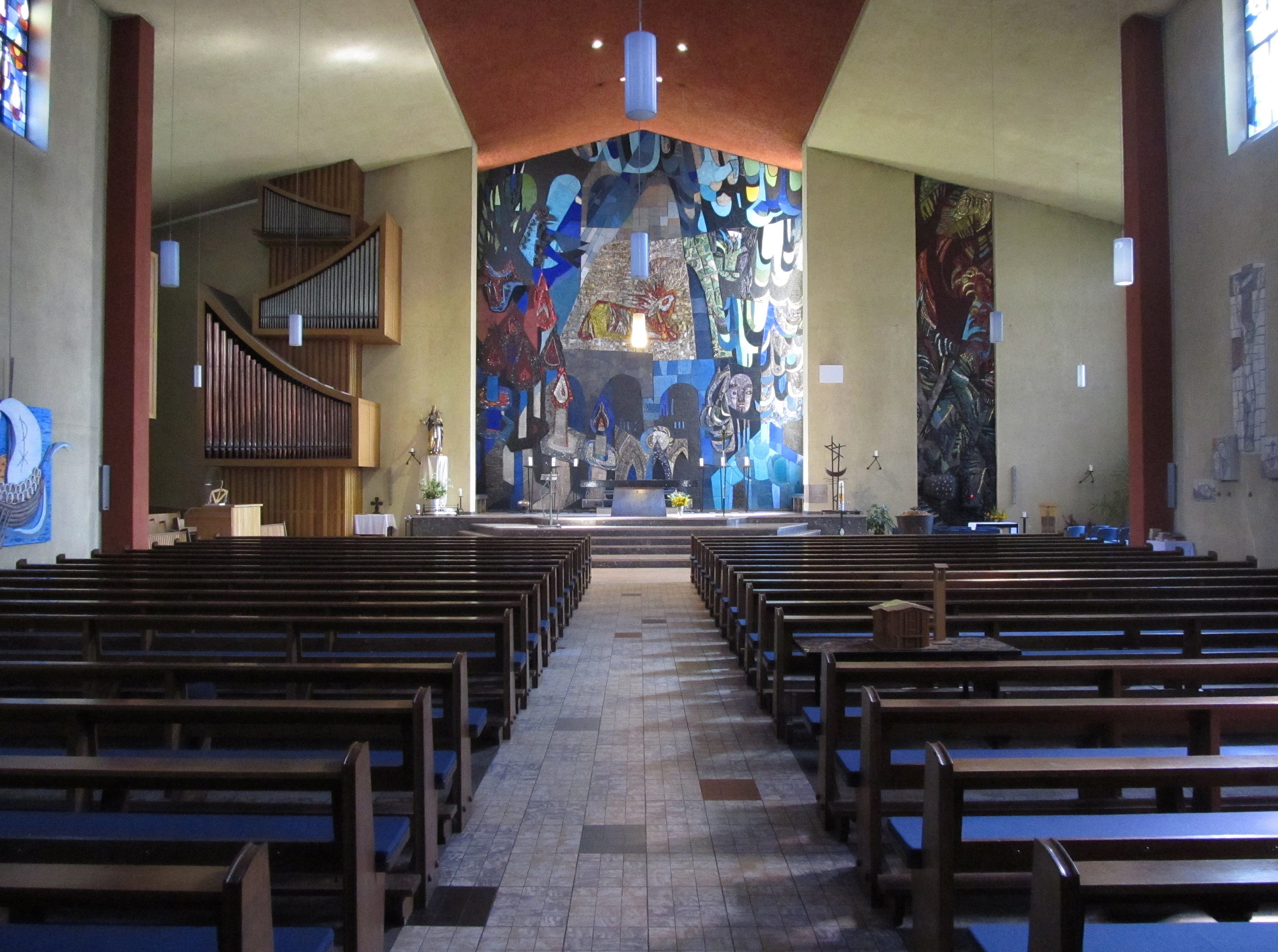
Blick ins Innere der Kirche

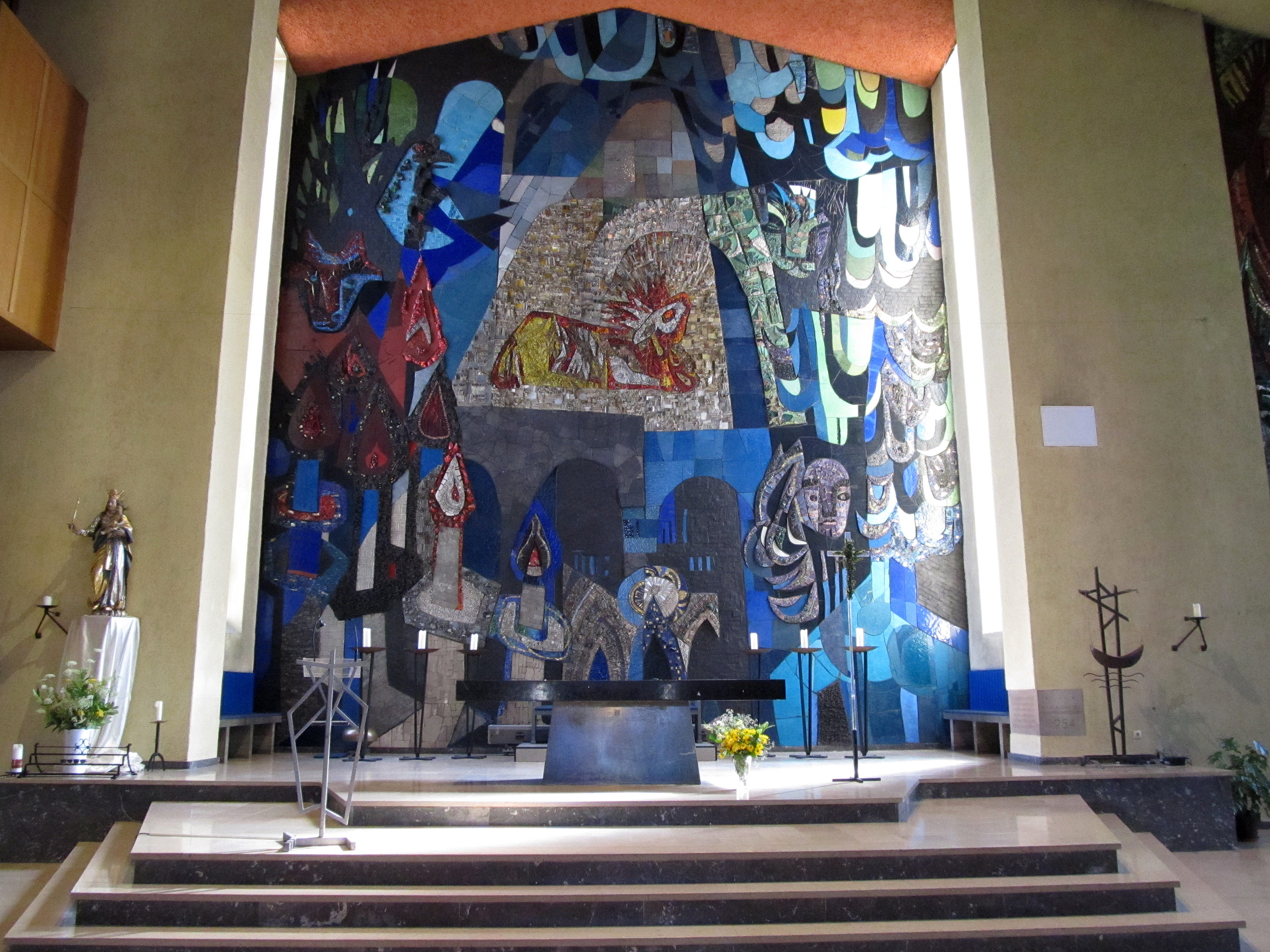
Altarmosaik

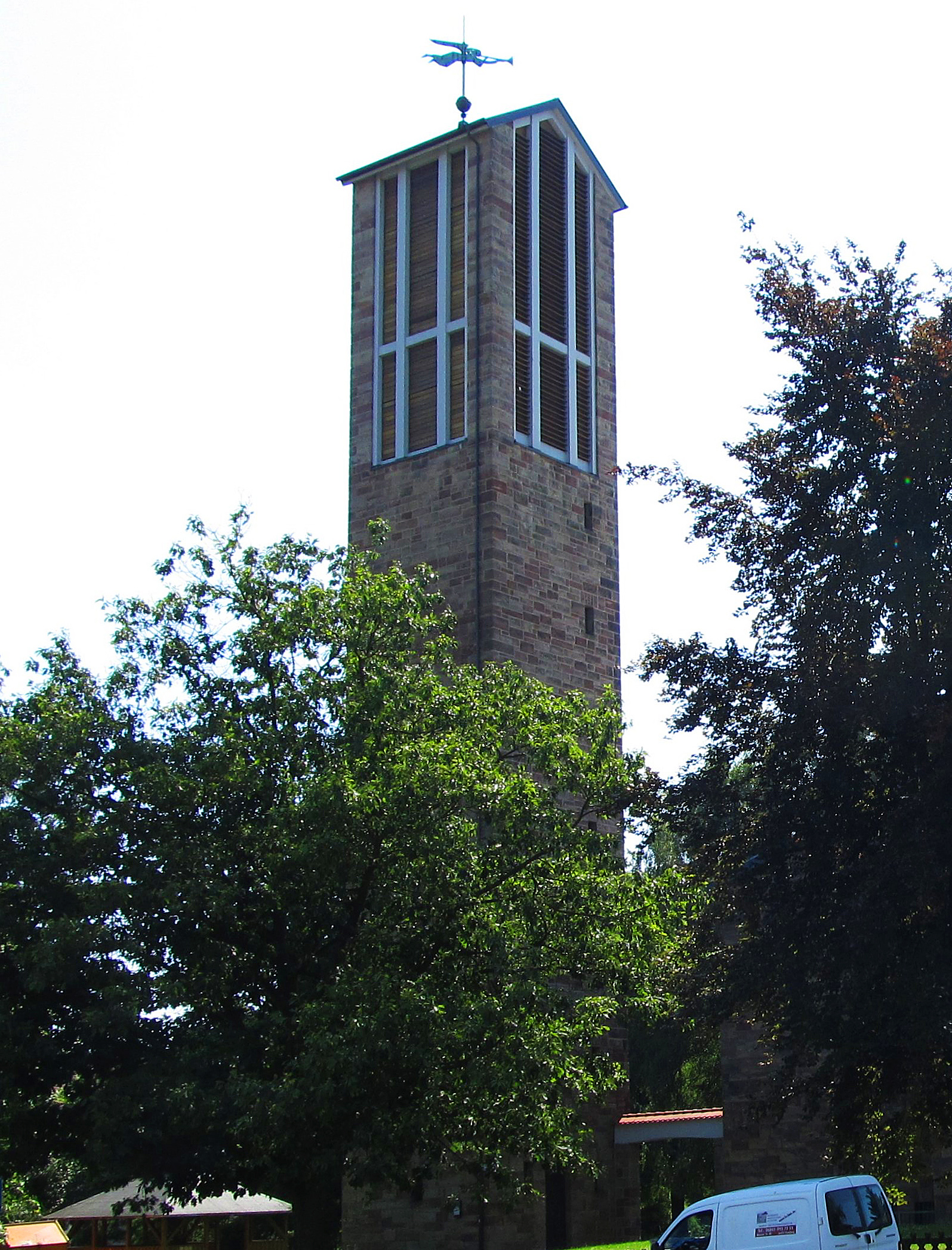
Glockenturm

Die Kirche Maria vom Frieden ist eine katholische Pfarrkirche in Erbach, einem Stadtteil von Homburg, der Kreisstadt des Saarpfalz-Kreises im Saarland. Sie trägt das Patrozinium Maria, Königin des Friedens und ist Pfarrkirche der Pfarrei Heiliger Johannes XXIII. in Homburg.

## Geschichte
Nachdem das Gebiet der Erbacher Pfarrei St. Andreas in zwei Pfarrbereiche aufgeteilt wurde, begannen am 17. Dezember 1953 die Bauarbeiten zur Errichtung einer Kirche für den neugebildeten südlichen Bereich. Die Pläne für das Kirchengebäude stammten von Speyrer Diözesanbaumeister Wilhelm Schulte jun. Der Tag der Grundsteinlegung war der 22. August 1954, der Oktavtag des Hochfestes der Aufnahme Mariens in den Himmel (nach der Liturgiereform wird der 22. August als Gedenktag Maria Königin gefeiert). Ein Jahr nachdem der Grundstein gelegt wurde, konnte das Richtfest gefeiert werden, und am 6. Mai 1956 nahm der Speyrer Bischof Isidor Markus Emanuel die Konsekration das fertiggestellten Gotteshauses vor.
In den Jahren 1957 bis 1960 wurden das Pfarrhaus, das Schwesternhaus und der Kindergarten der Pfarrei errichtet. Am 31. Mai 1960 wurde Maria vom Frieden von St. Andreas getrennt und bildete eine eigenständige zweite Pfarrei in Erbach.
In den Jahren 2007 bis 2009 erfolgten Restaurierungen, die vom Planungsbüro Andreas Michaeli aus St. Ingbert-Rohrbach geleitet wurden.
Bei der Neustrukturierung des Bistums Speyer 2016 wurden vier Homburger Kirchengemeinden zur Pfarrei Johannes XXIII. zusammengelegt mit der Kirche Maria vom Frieden als Pfarrkirche und zentralen Gottesdienstort.

## Ausstattung
Sehenswert im Inneren der Kirche ist das zwölf Meter hohe und über einhundert Quadratmeter große Mosaik hinter dem Altar. Entworfen wurde es von Helena Trossen (Essen), während Pfarrer Hubert Sedlmair und Helfer der Pfarrgemeinde für die Ausführung im Dezember 1968 verantwortlich zeichneten.
Das Taufbecken aus Aluminiumbronze und Abdeckung aus Kupfer sowie das Portal stammen von Franz Mörscher (Neunkirchen) und wurden von 1958 bis 1962 gefertigt.
Der in Keramik und den Farben grau, schwarz und rot gearbeitete Kreuzweg von 1962 ist ein Werk von Günther Zeuner (Speyer). Er befindet sich an der südlichen Seitenwand des Langhauses. Von Günter Zeuner stammt auch die 1960 geschaffene Beton-Skulptur der Schutzmantelmadonna vor der Kirche.
Zu den weiteren Ausstattungsgegenständen der Kirche zählen künstlerisch wertvolle Türgriffe, verschiedene Mariendarstellungen und die von Wilhelm Braun (München) gestalteten Fenster mit marianischen Motiven. Unter den Marienskulpturen befindet sich eine Figur aus dem ersten Viertel des 18. Jahrhunderts, die in der Denkmalliste des Saarlandes als Einzeldenkmal aufgeführt ist.

## Glocken und Turm
Der freistehende Glockenturm der Kirche hat eine Höhe von 33,40 m. In ihm befindet sich ein Geläut, bestehend aus 5 Glocken, das 1960 von der Saarlouiser Glockengießerei (Fraulautern) gegossen wurde. Die Saarlouiser Glockengießerei wurde 1953 von Karl (III) Otto aus Bremen-Hemelingen und Alois Riewer aus Geislautern gegründet und bestand bis 1960. Die erste Ausführung der größten Glocke („Christusglocke“) hatte einen Sprung und musste 1965 nachgegossen werden. Dafür zeichnete Karl (III) Otto von der Glockengießerei Otto verantwortlich. Bei dem Bau des Turmes wurde ein Glockenstuhl aus Metall montiert, der starr mit dem Mauerwerk verbunden war. Dadurch entstanden Probleme, weil die Schwingung der 2. Glocke mit der Eigenresonanz des Turmes fast identisch war. Deshalb wurde der Turm von 2008 bis 2009 einer umfangreichen Renovierung unterzogen, bei der ein neuer Glockenstuhl aus Eichenholz eingebaut und die Schwingungszahl der kritischen Glocken angepasst wurde. Darüber hinaus wurde auch eine Betonsanierung des Turms durchgeführt und das Dach erhielt eine neue Eindeckung.
| Nr. | Name                     | Ton  | Gewicht (kg) | Durchmesser (cm) | Inschrift |
| 1   | Christusglocke           | h0   | 2860         | 164              | „Christus rex princeps pacis“ (Christus König Fürst des Friedens) |
| 2   | St. Thomas Morus         | dis1 | 1430         | 130              | „Sancte Thoma, verae fidei propugnator, fac nos omnes unum esse in Christo“ (Heiliger Thomas, Vorkämpfer des wahren Glaubens, hilf, dass wir alle eins seien in Christus) |
| 3   | St. Maria                | fis1 | 810          | 109              | „Ave maria gratia plena“ (Gegrüßet seist du Maria, voll der Gnade) |
| 4   | St. Josef                | gis1 | 600          | 97               | „Josef Opifex sancte opera nostra tuere“ (Josef, heiliger Arbeiter, bewahre das Werk unserer Hände)                                                                       |
| 5   | St. Bernadette Soubirous | ais1 | 520          | 90               | „Sancta Bernadette, quae immaculatam virginem vidisti, ora pro nobis“ (Heilige Bernadette, die du die Unbefleckte Jungfrau gesehen hast, bitte für uns)                   |

## Orgel
Zur Zeit der Einweihung am 6. Mai 1956 befand sich noch keine große Orgel in der Kirche. Zur musikalischen Begleitung der Gottesdienste diente ein Positiv der Firma Hugo Mayer Orgelbau (Heusweiler) auf der Empore, zu dem keine weiteren Informationen bekannt sind.
Am 27. November 1959 bekam die Kirche als neue Orgel ein als Rückpositiv konzipiertes Manualwerk mit fahrbarem, dreimanualigem Spieltisch, das über sieben Register verfügte.
| Rückpositiv |            |       |
| 1.          | Gedackt    | 8′    |
| 2.          | Praestant  | 4′    |
| 3.          | Blockflöte | 4′    |
| 4.          | Principal  | 2′    |
| 5.          | Quinte     | 1 ⁄3′ |
| 6.          | Scharff IV |       |
| 7.          | Krummhorn  | 8′    |

Dies war aber nur eine Zwischenlösung, denn bereits seit der Konsekration 1956 war ein großer Orgelprospekt auf der Empore geplant. Entwürfe dazu lagen vor, aber aufgrund der Liturgiereform des Zweiten Vatikanischen Konzils, sollten Chor und Orgel ihren Platz in der Nähe des Altarraumes finden. Deshalb wurde 1962 in enger Zusammenarbeit mit dem Speyerer Dom-Organisten Ludwig Doerr ein Konzept entworfen, mit einer Hauptorgel auf der Empore und einem „Chorwerk“ mit 5 Registern im linken Seitenschiff. Die Orgel sollte insgesamt über 46 Register verfügen.
Aber dieses Konzept kam nicht zur Ausführung. Nach intensiven Besprechungen mit der Firma Hugo Mayer Orgelbau wurde ein Plan entworfen, der vorsah den gesamten Orgelprospekt im linken Querschiff zu platzieren. Unter dem Prospekt sollten Spieltisch und Chor ihren Platz finden. Pfarrer Sedlmair entwarf einen neuen Plan für einen Prospekt, der bis zum endgültigen Bau noch Veränderungen erfuhr. Am Palmsonntag 1966 konnte die Mayer-Orgel durch Domkapitular Schwarz geweiht werden.
Die Orgel verfügte über 41 Register, 3 Manuale und Pedal. Die Aufstellung erfolgte ebenerdig im Querschiff in drei übereinander liegenden Etagen, wobei sich das Schwellwerk auf der gegenüberliegenden Seite befindet, der freistehende Spieltisch stand unter dem Schwellwerk. Die Windladen waren Schleifladen mit elektrischer Spiel- und Registertraktur.
| I Hauptwerk C–g3 |             |           |
| 1.               | Bourdon     | 16′       |
| 2.               | Prestant    | 8′ [sic!] |
| 3.               | Gemshorn    | 8′        |
| 4.               | Octave      | 4′        |
| 5.               | Holzflöte   | 4′        |
| 6.               | Quinte      | 2 ⁄3′     |
| 7.               | Schwegel    | 2′        |
| 8.               | Mixtur V-VI |           |
| 9.               | Trompete    | 8′        |
| 10.              | Klarine     | 4′        |

| II Positiv C–g3 |            |                 |
| 11.             | Gedackt    | 8′ (Prospekt)   |
| 12.             | Prestant   | 4′ [sic!]       |
| 13.             | Blockflöte | 4′              |
| 14.             | Waldflöte  | 2′              |
| 15.             | Terzean II | [sic!]          |
| 16.             | Scharff IV |                 |
| 17.             | Krummhorn  | 8′ (horizontal) |
|                 | Tremulant  |                 |

| III Schwellwerk C–g3 |                 |           |
| 18.                  | Principal       | 8′        |
| 19.                  | Metallgedackt   | 8′        |
| 20.                  | Salicional      | 8′        |
| 21.                  | Ital. Principal | 4′        |
| 22.                  | Nachthorn       | 4′        |
| 23.                  | Octave          | 2′        |
| 24.                  | Quinte          | 1 ⁄3′     |
| 25.                  | Octävlein       | 1′        |
| 26.                  | Sesquealter II  | [sic!]    |
| 27.                  | Mixtur V        |           |
| 28.                  | Cymbel IV       |           |
| 29.                  | Bombarde        | 16′       |
| 30.                  | Trompete        | 8′        |
| 31.                  | Rohrschalmay    | 4′ [sic!] |
|                      | Tremulant       |           |

| Pedal C–f1 |                 |     |
| 32.        | Principal       | 16′ |
| 33.        | Subbass         | 16′ |
| 34.        | Octave          | 8′  |
| 35.        | Holzgedackt     | 8′  |
| 36.        | Choralbass      | 4′  |
| 37.        | Prinzipal       | 2′  |
| 38.        | Rauschpfeife IV |     |
| 39.        | Baßmixtur III   |     |
| 40.        | Posaune         | 16′ |
| 41.        | Baßtrompete     | 8′  |

- Koppeln: II/I, III/I, III/II, I/P, II/P, III/P
- Spielhilfen: zwei freie Kombinationen, Tutti, automatisches Pianopedal, Crescendo, Crescendo ab, Zungeneinzelabsteller

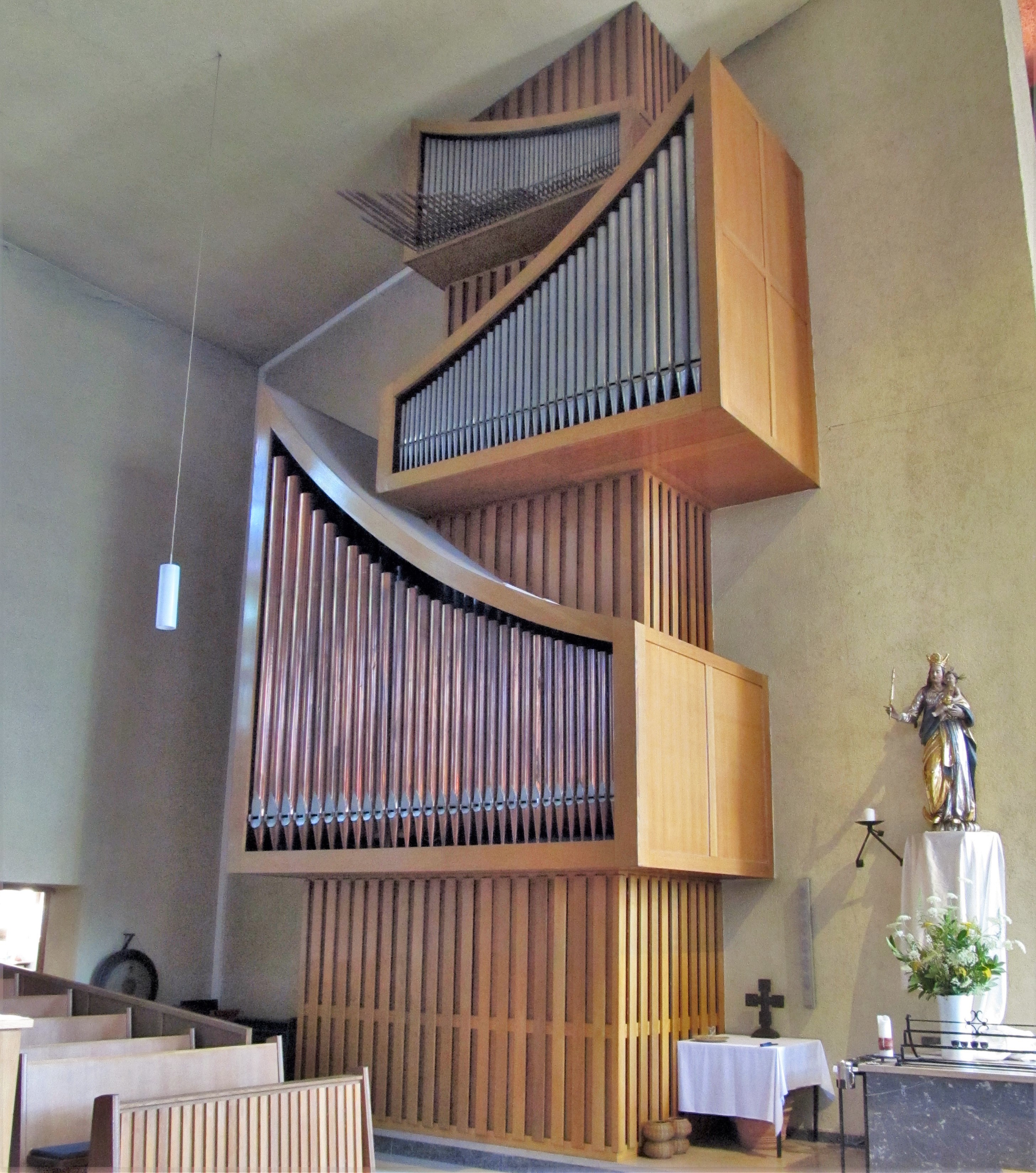
Orgelprospekt

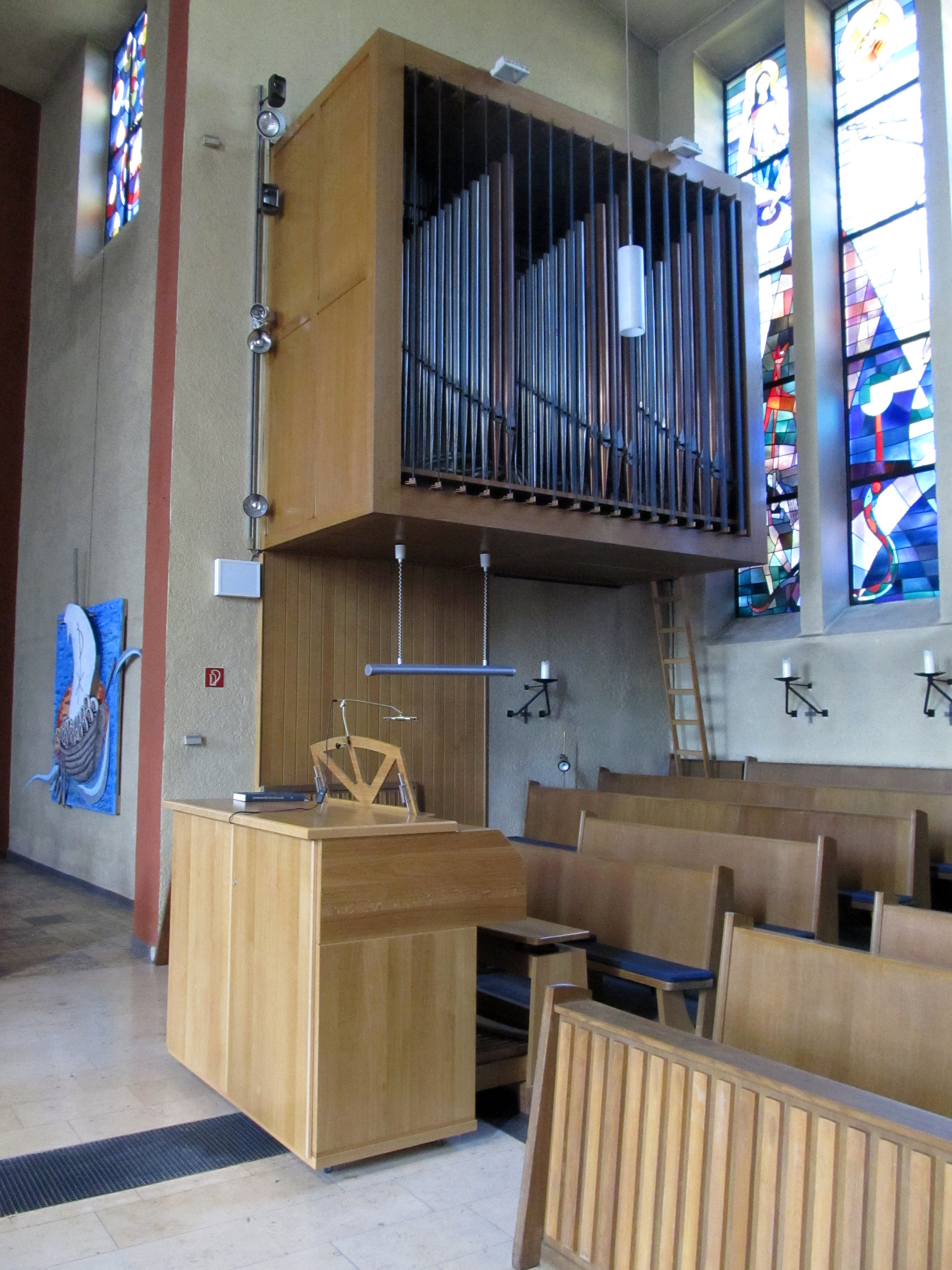
Schwellwerk der ehemaligen Mayer-Orgel (2015 abgebaut)

Die Mayer-Orgel wurde im Laufe der Jahre sehr wartungsintensiv. Es traten Störungen auf und sogar ganze Werke fielen aus. Bedingt durch die Enge im Orgelwerk war man auch mit dem baulichen Zustand der Orgel nicht mehr zufrieden. 2005 ergab sich die Möglichkeit die von Josef Zeilhuber (Sonthofen-Altstädten) erbaute Orgel der Kirche St. Johann Baptist in München-Haidhausen von 1965 zu erwerben, die durch eine Orgel mit 46 Registern der Orgelbaufirma Hartwig Späth ersetzt wurde.
2007 wurde die Mayer-Orgel in mehreren Schritten abgebaut und bis auf Gehäuse und Pfeifenwerk verschrottet. Durch den Orgelbauer Thomas Gaida (Wemmetsweiler) erfolgte 2008 ein Neubau unter Wiederverwendung des Gehäuses, des Motors, der Prospektpfeifen und der Positivlade der Mayer-Orgel, sowie der Bälge, der Windladen und des Pfeifenwerks von 1871, 1907 und 1965 der Zeilhuber-Orgel. Die Indienststellung erfolgte am 15. August 2008 durch Jürgen Weyers, Christian von Blohn und Dominik Schindler. In naher Zukunft soll auch ein Orgelwerk auf der Empore verwirklicht werden.
Die neue Orgel verfügt über 26 Register, 3 Manuale und Pedal. Die Windladen sind im Hauptwerk, Positiv, Solo und Pedal elektrische Kegelladen mit digitaler Steuerung, das Carillon verfügt über elektrische Schleifladen. Der freistehende und fahrbare dreimanualige Spieltisch ist mit 30 m langem Kabel versehen. Solo und Carillon sind keinem Manual fest zugeordnet.
| I Hauptwerk C–g3 |                     |    |
| 1.               | Principal           | 8′ |
| 2.               | Rohrflöte           | 8′ |
| 3.               | Gamba               | 8′ |
| 4.               | Octave              | 4′ |
| 5.               | Kornett-Mixtur II-V |    |

| II Positiv C–g3 |                |    |
| 6.              | Gedackt        | 8′ |
| 7.              | Koppelflöte    | 4′ |
| 8.              | Octave         | 2′ |
| 9.              | Sesquialter II |    |
| 10.             | Krummhorn      | 8′ |

| Solo C–g3 |              |     |
| 11.       | Bourdon      | 16′ |
| 12.       | Gemshorn     | 8′  |
| 13.       | Traversflöte | 4′  |
| 14.       | Schwiegel    | 2′  |
| 15.       | Mixtur VII   |     |
| 16.       | Trompete     | 8′  |

| Carillon C–g3 |                  |        |
| 17.           | Flûte harmonique | 8′     |
| 18.           | Blockflöte       | 4′     |
| 19.           | Nazard           | 2 ⁄3′  |
| 20.           | Flageolet        | 2′     |
| 21.           | Terz             | 1 3⁄5′ |
| 22.           | Sifflet          | 1′     |
|               | Tremulant        |        |

| Pedal C–f1 |          |     |
| 23.        | Subbaß   | 16′ |
| 24.        | Octave   | 4′  |
| 25.        | Posaune  | 16′ |
| 26.        | Trompete | 8′  |

- Koppeln: Sub HW/I, Pos/I, Sub Pos/I, Solo/I, Solo/II, Solo/III, Sub Solo/I, Sub Solo/II, Super Solo/I, Super Solo/II, Car/I, Car/II, Car/III, HW/Ped, Super HW/Ped, Pos/Ped, Solo/Ped, Super Solo/Ped, Car/Ped
- Spielhilfen: elektronische Setzeranlage, Tutti, Crescendo. Transposition in alle zwölf Tonarten